# جيسي كولن يونغ
جيسي كولن يونغ (بالإنجليزية: Jesse Colin Young)‏ هو موسيقي وعازف قيثارة أمريكي، ولد في 22 نوفمبر 1941 في كوينز في الولايات المتحدة.

## وصلات خارجية
- الموقع الرسمي
- جيسي كولن يونغ على موقع IMDb (الإنجليزية)
- جيسي كولن يونغ على موقع ميوزك برينز (الإنجليزية)
- جيسي كولن يونغ على موقع أول ميوزيك (الإنجليزية)
- جيسي كولن يونغ على موقع ديسكوغز (الإنجليزية)